# زرتشت احمدی راغب
زرتشت احمدی راغب(زادهٔ ۱۳۴۴) فعال حقوق بشر، کنشگر سیاسی مدنی و نیز زندانی سیاسی اهل ایران است.

## زندگی
احمدی راغب در آبان ۱۳۴۴ زاده شد.
وی کارمند ادارهٔ شهرداری بود که به دلیل کنشگری‌های سیاسی، زیر فشار یکی از نهادهای امنیتی از آنجا اخراج شد. او چند بار به دلیل کنشگری‌های سیاسی و حقوق بشری و نیز انتقاد به خامنه‌ای و سران قوای سه‌گانه، احضار یا بازداشت شد که آخرین بار، به دلیل امضای بیانیه ۱۴ فعال سیاسی- که در خرداد ۱۳۹۸، با توافق ۱۳ معترض دیگر صادر شد- برای کناره‌گیری خامنه‌ای از حکومت و نیز گذار از نظام جمهوری اسلامی ایران، به دست مأموران امنیتی بازداشت شد.
دستگیری وی در ۵ شهریور ۱۳۹۸، در هنگام شب، توسط مأموران وزارت اطلاعات و با شکستن درِ خانه و با گرفتن اسلحه روی سرش و با گفتن دشنام رکیک و نیز ضبط برخی وسایل شخصی، انجام شد و در زندان اوین، به سلول انفرادی، منتقل شد.

## اتهام‌ها و محکومیت
زرتشت احمدی راغب، به حکم دادگاه انقلاب، روی هم رفته، به اتهام اهانت به خمینی و خامنه‌ای، براندازی حکومت جمهوری اسلامی، تبلیغ علیه نظام، مصاحبه با رسانه‌های معاند نظام، تشویش اذهان عمومی، برهم زدن امنیت ملی، اخلال در نظم عمومی با تجمع کردن، چند بار، محاکمه شده‌است.
او در تاریخ ۲ آذر ۱۳۹۴، به سه ماه حبس و ۱۰ ضربه شلاق، محکوم شد.
همچنین در بهمن ۱۳۹۴ به اتهام تبلیغ بر ضد نظام از طریق نشر مطالب انتقادآمیز در صفحهٔ شخصی‌اش در فیس‌بوک، به ۶ ماه حبس، محکوم شد.
احمدی راغب در اردیبهشت ۱۳۹۶ نیز به اتهام تبلیغ بر ضد نظام جمهوری اسلامی، به ۹ ماه حبس، محکوم گردید.

## اعتصاب غذا، آسیب جسمی و ضرب و شتم شدن
احمدی راغب به‌دلیل اعتراض به بی‌عدالتی‌ها، پرونده‌سازی‌ها، سرکوب منتقدان و آزادی‌خواهان و نقض حقوق زندانیان و شیوهٔ بد دستگیری و رفتارهای نامناسب با خودش، دو بار در زندان، از جمله در یک دورهٔ ۷۵ روزه، اعتصاب غذا کرد که در پی آن، به کم‌سویی چشم، اختلال تنفسی، بسیار پایین آمدن فشار خون، خون‌ریزی معده، کاهش وزن، درد در ناحیهٔ قفسهٔ سینه و قلب، خون‌ریزی ناشی از چسبندگی بافت روده و آنفارکتوس مغزی و چند بار بیهوشی، دچار شد.
او در ۲ شهریور ۱۳۹۹، در هفتادمین روز اعتصاب غذا و در حالی که به سرماخوردگی و عوارض شدید ناشی از اعتصاب طولانی غذا، دچار بود، در زندان، مورد حمله و ضرب و شتم قرار گرفت.